# Atizapán-Jimenez Cantu Airport
Atizapán-Jimenez Cantu Airport är en flygplats i Mexiko.   Den ligger i kommunen Atizapán de Zaragoza och delstaten Mexiko, i den sydöstra delen av landet, 23 km nordväst om huvudstaden Mexico City. Atizapán-Jimenez Cantu Airport ligger 2 449 meter över havet.
Terrängen runt Atizapán-Jimenez Cantu Airport är kuperad åt sydväst, men åt nordost är den platt. Runt Atizapán-Jimenez Cantu Airport är det mycket tätbefolkat, med 3 022 invånare per kvadratkilometer. Närmaste större samhälle är Ciudad López Mateos, 3,4 km öster om Atizapán-Jimenez Cantu Airport. Runt Atizapán-Jimenez Cantu Airport är det i huvudsak tätbebyggt.